# Čarovník pařížský

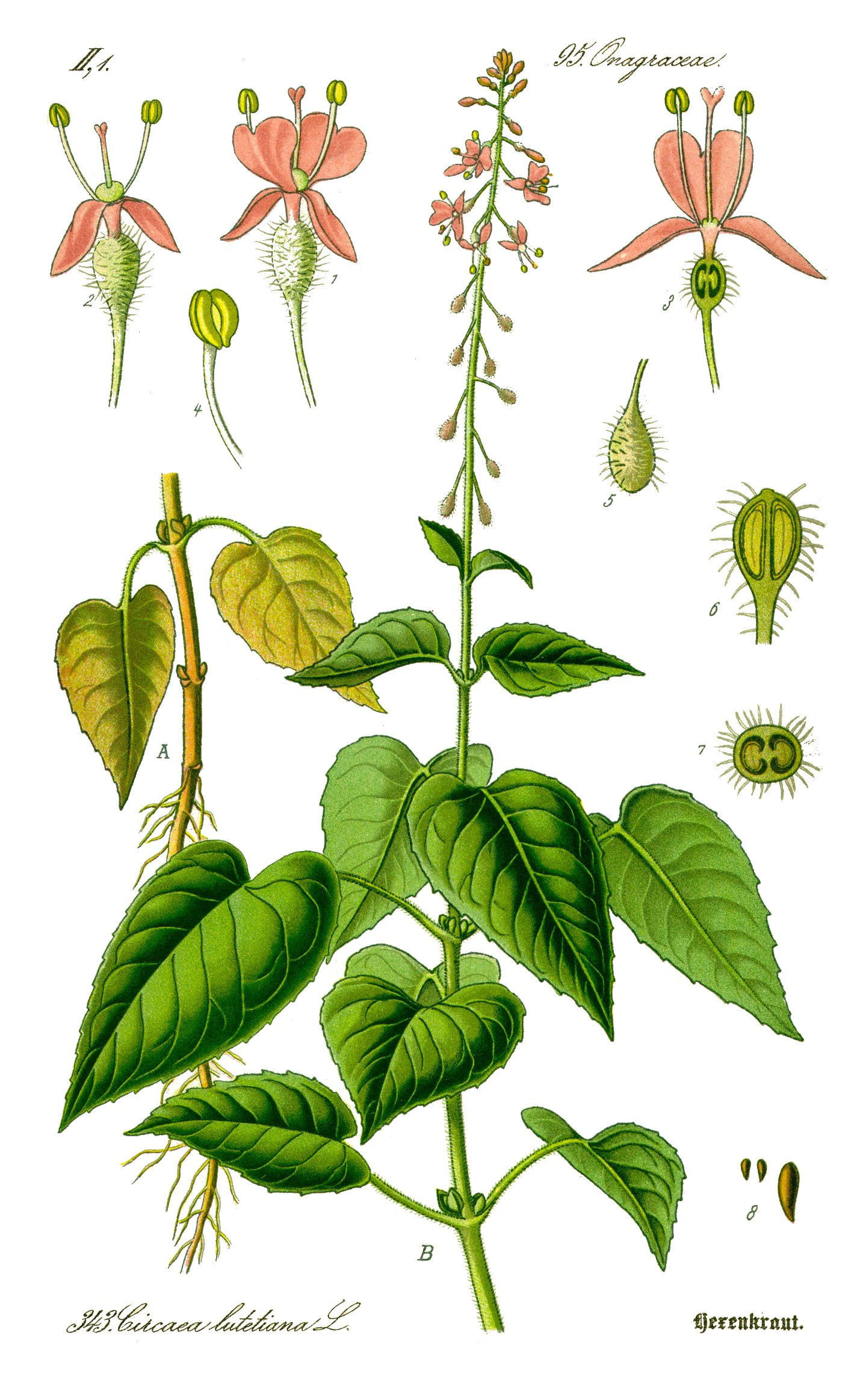
Nákres rostliny

Čarovník pařížský (Circaea lutetiana) je vytrvalá, nenápadná a nenáročná lesní bylina. Je jedním ze tří druhů rodu čarovník, které v české přírodě rostou.

## Rozšíření
Je původní rostlinou téměř v celé Evropě, severní hranice výskytu sahá po jih Skandinávie, východní po řeku Moskvu, Kavkaz a sever Íránu; v oblasti Středomoří se nachází hlavně ve vyšších horských polohách. Velmi blízké druhy či poddruhy rostou v Severní Americe a ve Východní Asii. V České republice je nepříliš četný, hojněji se vyskytuje pouze na území Západních Karpat.

## Ekologie
Trvalka, která dobře roste na polostinném i stinném místě v kypré, trvale vlhké a dobře odvodněné půdě dostatečně zásobené živinami. Vyhovují jí jílovito-hlinitá až hlinito-písčitá stanoviště. Nejvíce jí prospívá, když okolní bylinná vegetace je poměrně řídká a nízká. Roste od nížin do podhůří, zvláště v humózních listnatých a smíšených lesích a jejich lemech, podél vlhkých lesních cest a v příkopech zastíněných silnic.

## Popis
Rostlina se vzpřímenou lodyhou dorůstající do výše 20 až 40 cm. Roste z dřevnatého, vytrvalého, silného a dlouze článkovitého oddenku, z kterého odbočují podzemní odnože na koncích hlízovitě ztlustlé. Ve spodní části je lodyha oblá, lysá a bývá nevětvená, v horní je hranatá, chlupatá a z paždí listů vyrůstají (často zakrslé) větve. Má protistojné listy s řapíky 1 až 3 cm dlouhými a čepelemi, které jsou vejčité až široce kopinaté, na bázi uťaté, po obvodě mělce zubaté a na vrcholu zašpičatělé. Čepele jsou dlouhé 4 až 8 cm a široké 2 až 5 cm, na horní straně jsou tmavozelené a na spodní světlozelené nebo sivozelené, lysé či chlupaté.
Květenství je jednoduchý nebo větvený konečný hrozen, který se během kvetení a před ním prodlužuje. Je tvořen 15 až 30 oboupohlavnými květy s chlupatými stopkami. V květu je dvoupouzdrý spodní semeník vejčitého tvaru, v pouzdře je po jednom vajíčku. Ze semeníku vybíhá trubkovitá číška, která nese dva dolů sehnuté kališní lístky a dva vztyčené, hluboce dvoulaločné korunní lístky 3 mm dlouhé. Trojúhelníkovité kališní lístky jsou nejprve zelené a později zrůžoví, korunní jsou bílé nebo růžové až purpurové. Z trubky vyrůstají dvě tyčinky s lepkavým pylem a jejím středem vybíhá dlouhá čnělka nahoře rozeklaná ve dva laloky blizny. Rostlina kvete od června do srpna, opylení zajišťuje hlavně dvoukřídlý hmyz létající pro nektar do květu. Ploidie druhu je 2n = 22.

## Rozmnožování
Plod je dvoupouzdrá suchá bobule hruškovitého tvaru posázena háčkovitými, měkkými ostny. Těmi se přichycuje za srst nebo peří živočichů, kteří takto roznášejí semena. Mimo semen se čarovník pařížský rozšiřuje i svými dlouhými podzemními odnožemi, na jejichž koncích vyrůstají nové rostliny; vytváří tak široké jednodruhové kolonie.

## Galerie

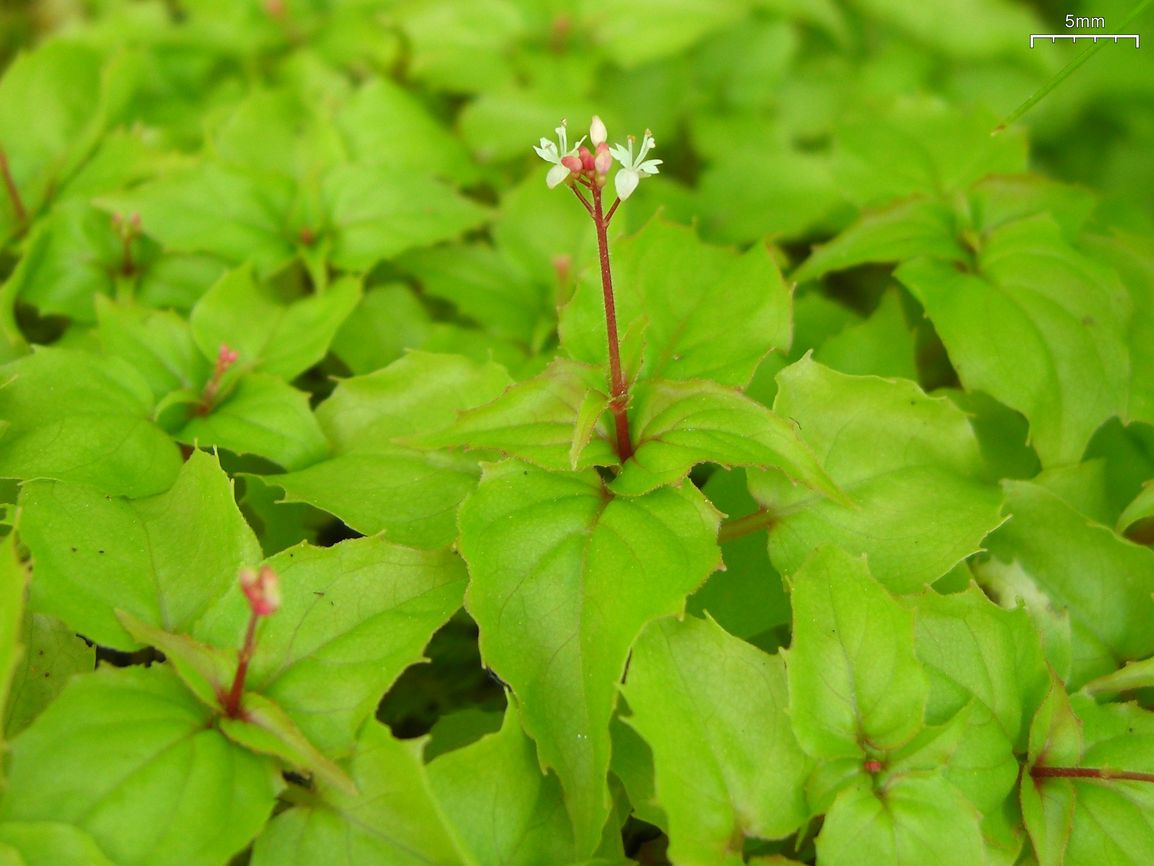
Kolonie čarovníku pařížského
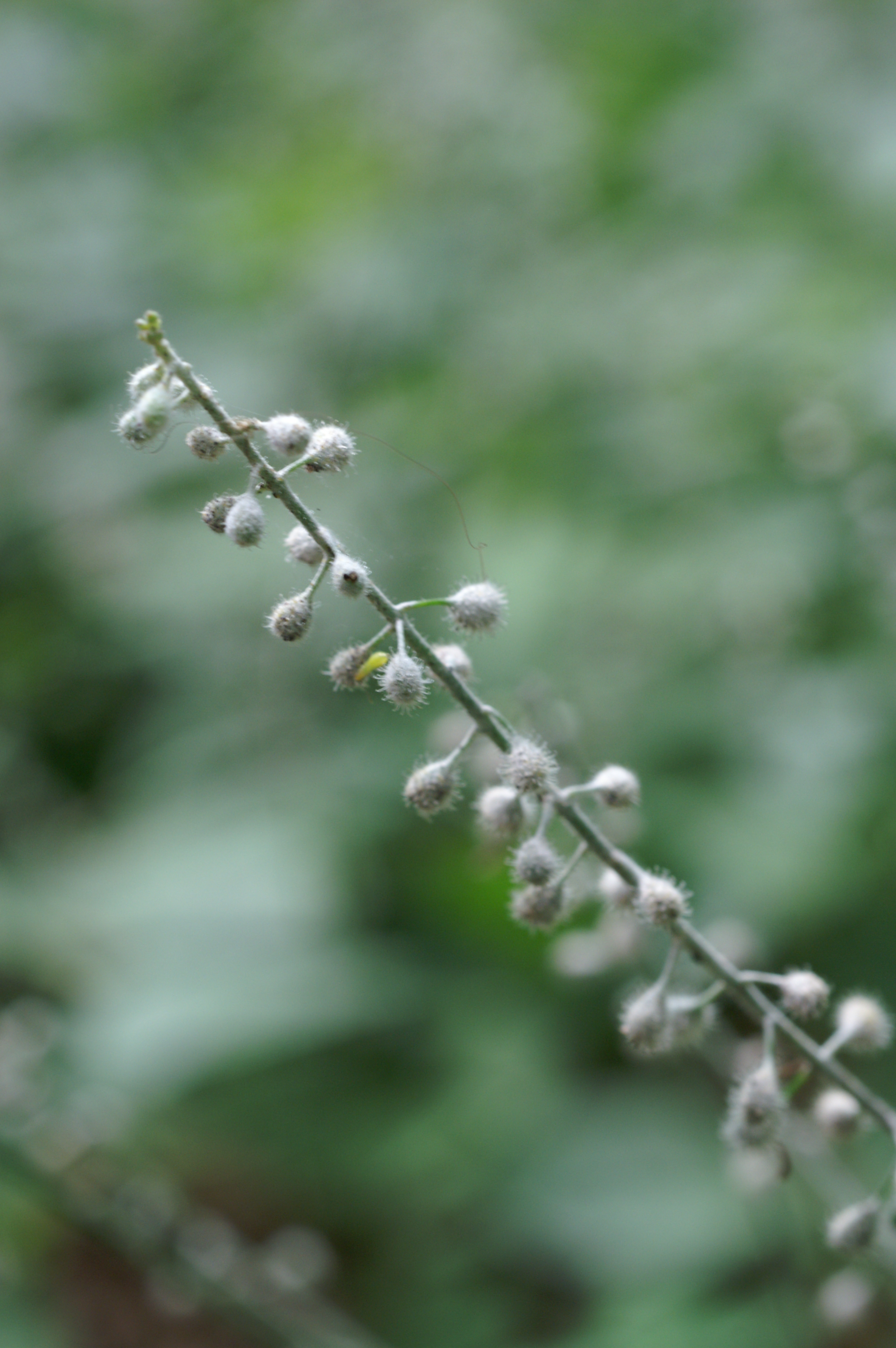
Nerozkvetlé květenství
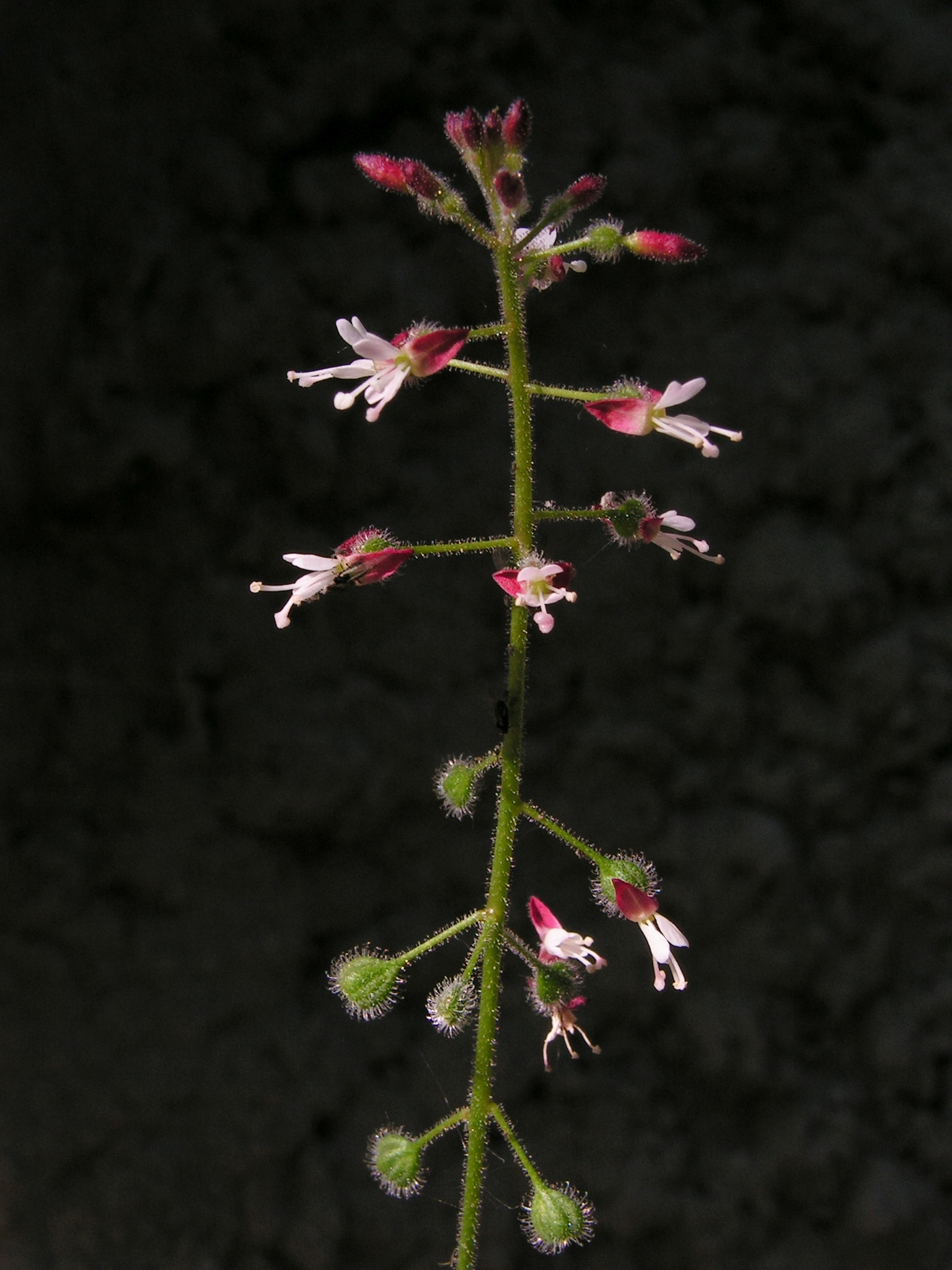
Rozkvetající květenství
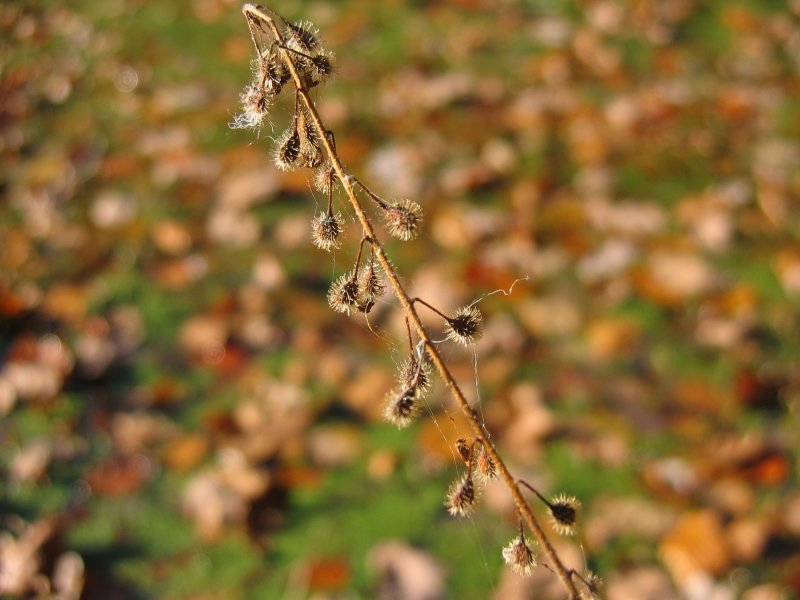
Zralé plody